# Overseas National Airways (1950)
Overseas National Airways, auch bekannt als  ONA, war eine auf dem John F. Kennedy International Airport beheimatete US-amerikanische Fluggesellschaft, die ihren Betrieb im September 1978 einstellte. Das Unternehmen führte zivile sowie militärische Charterflüge durch und setzte daneben seine Maschinen weltweit im Wet-Lease für andere Fluggesellschaften ein.

## Geschichte

### Ursprünge
Das Unternehmen wurde ursprünglich im Jahr 1946 in Oakland unter dem Namen Air Travel als Bedarfsfluggesellschaft („Supplemental Airline“) gegründet und noch im selben Jahr in Calasia Air Transport umbenannt. Die Betriebsaufnahme erfolgte mit geleasten Flugzeugen des Typs Douglas DC-4/C-54. Am 31. August 1947 stellte Calasia Air Transport den eigenen Flugbetrieb aus wirtschaftlichen Gründen ein und vermietete die geleasten Maschinen an die ebenfalls in Oakland beheimatete Transocean Air Lines weiter.

### 1950er-Jahre

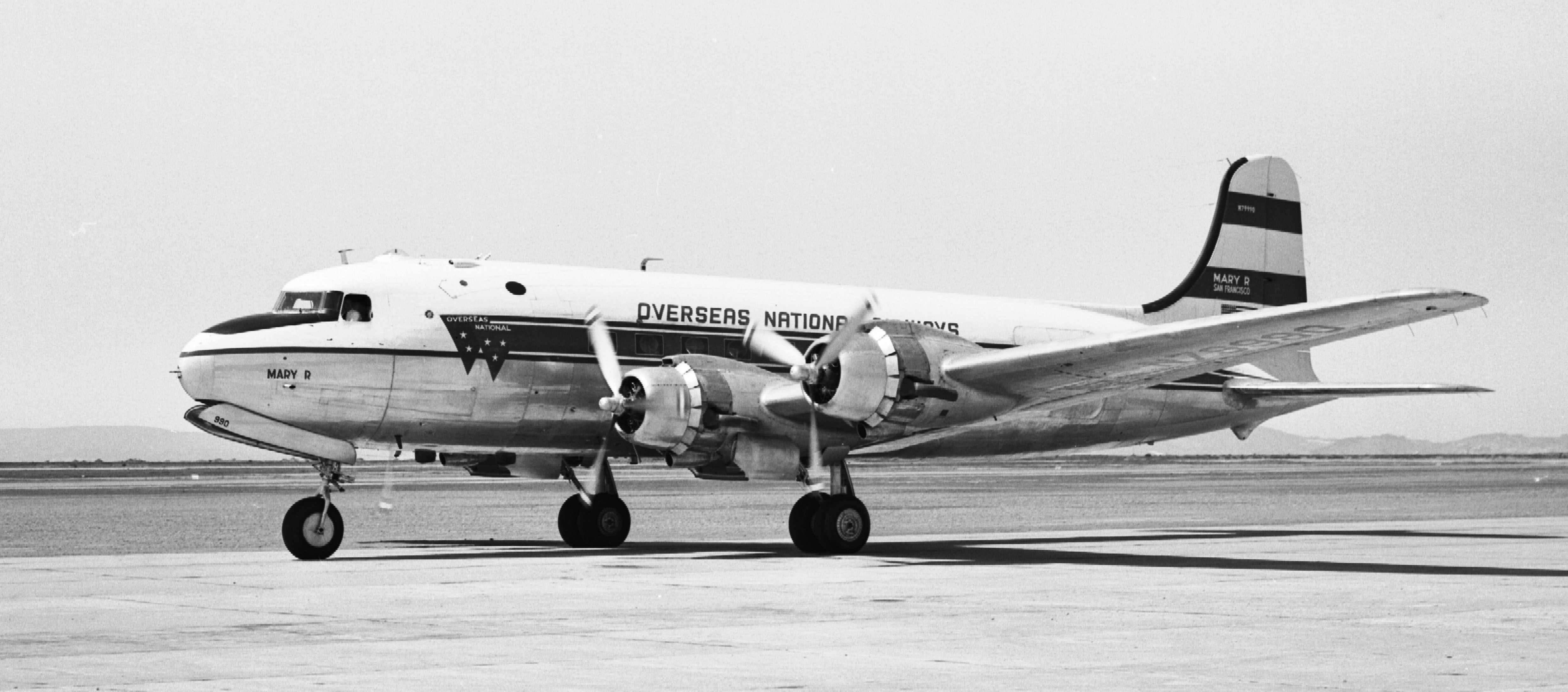
Eine der zwei Douglas DC-4/C-54, mit denen 1950 der Flugbetrieb unter dem Namen Overseas National Airways aufgenommen wurde

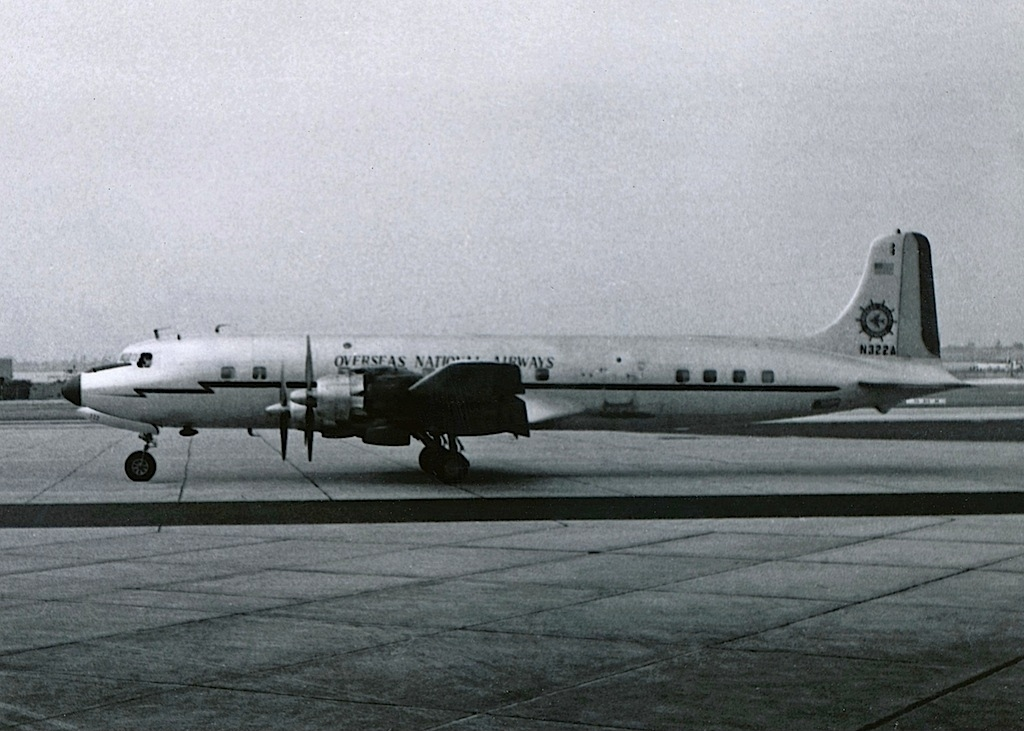
Eine Douglas DC-7, 1961

Die Gesellschaft wurde im Jahr 1950 von George Tompkins aufgekauft und im Juni 1950 zur Overseas National Airways (ONA) umfirmiert. Tompkins entschied, erneut Charterflüge aufzunehmen, um Transporte für den Military Air Transport Service (MATS) durchzuführen. Entsprechende militärische Vertragsflüge wurden zu dieser Zeit regelmäßig vom Verteidigungsministerium der Vereinigten Staaten ausgeschrieben und waren insbesondere bei den US-amerikanischen „Supplemental Airlines“ begehrt, die damals einer Vielzahl von staatlichen Reglementierungen unterlagen und ansonsten nur zivile Ad-hoc-Charterflüge durchführen durften. ONA setzte zunächst zwei Douglas C-54 ein, die sie von Transocean Air Lines zurückerhalten hatte. Ende 1951 erwog George Tompkins, zwei britische Strahlflugzeuge des Typs De Havilland DH.106 Comet zu bestellen, realisierte dies aber nicht.
Durch den Koreakrieg stieg die Zahl der militärischen Charteraufträge stark an, so dass Overseas National Airways schnell expandieren konnte und ab Mitte der 1950er-Jahre zu den erfolgreichsten „Supplemental Airlines“ gehörte. Im Jahr 1955 gestattete die US-Luftfahrtbehörde den größten Charterfluggesellschaften, darunter auch ONA, zivile Frachtlinienflüge nach Europa aufzunehmen. Kurz darauf erhielten dieselben Unternehmen eine Genehmigung, landesweiten Charterverkehr für Reisegruppen im unbegrenzten Umfang durchzuführen sowie daneben auch einzelne internationale Verbindungen einzurichten, auf denen bis zu zehnmal pro Monat Passagiere befördert werden durften. Während ihre Mitwerber im Anschluss vermehrt im zivilen Bereich tätig wurden, konzentrierte sich ONA in erster Linie weiter auf militärische Auftragsdienste. Als Ersatz für die ausgemusterten Douglas DC-4 übernahm die Gesellschaft Ende 1959 zwölf Douglas DC-7 von American Airlines. Diese Maschinen kamen überwiegend auf MATS-Vertragsflügen nach Asien zum Einsatz. Zeitgleich betrieb ONA fünf Douglas DC-6 für die US-Streitkräfte im Transatlantikverkehr.

### 1960er-Jahre

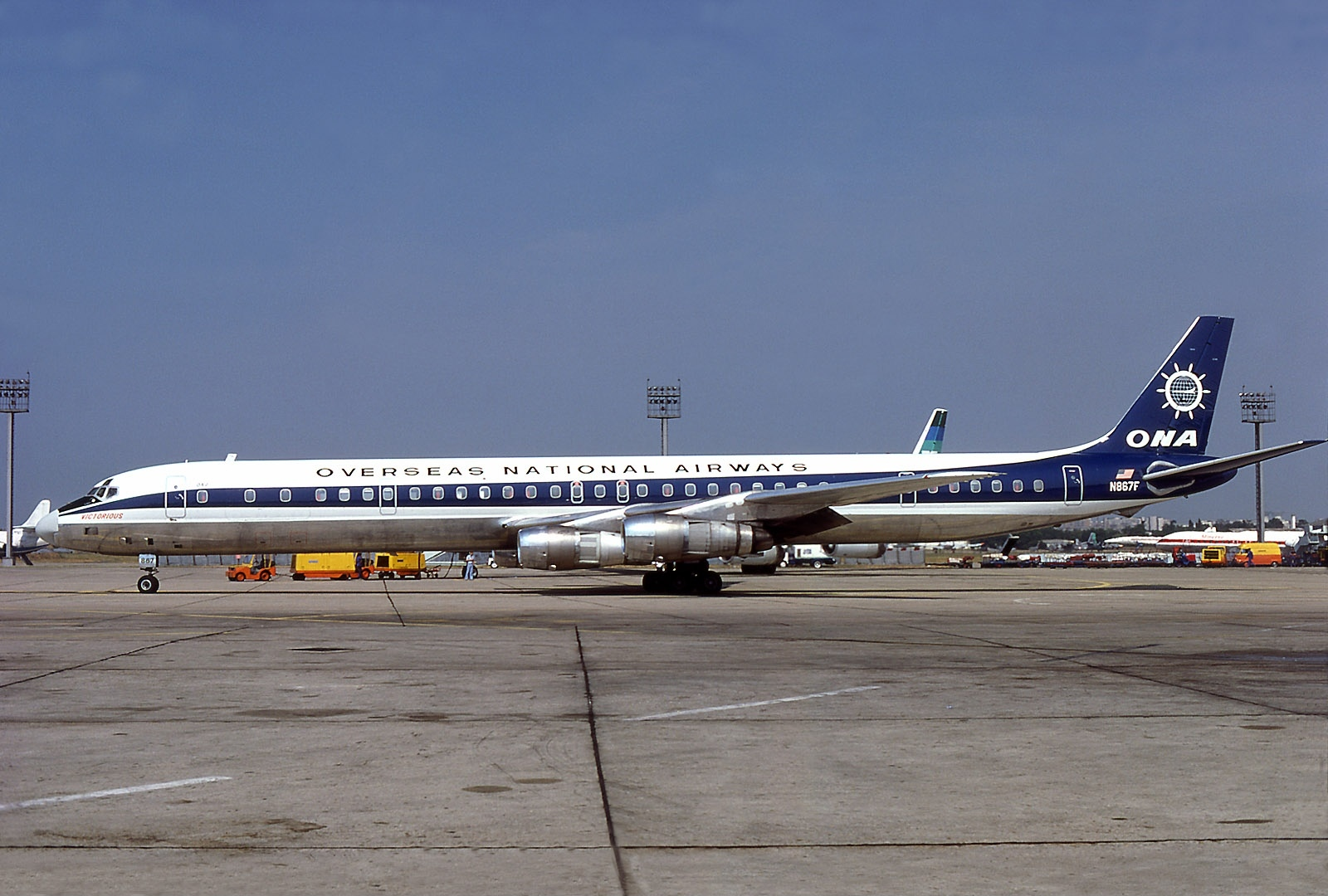
Im Jahr 1966 stellte ONA ihre ersten Douglas DC-8 in Dienst und führte zeitgleich eine neue Bemalung ein

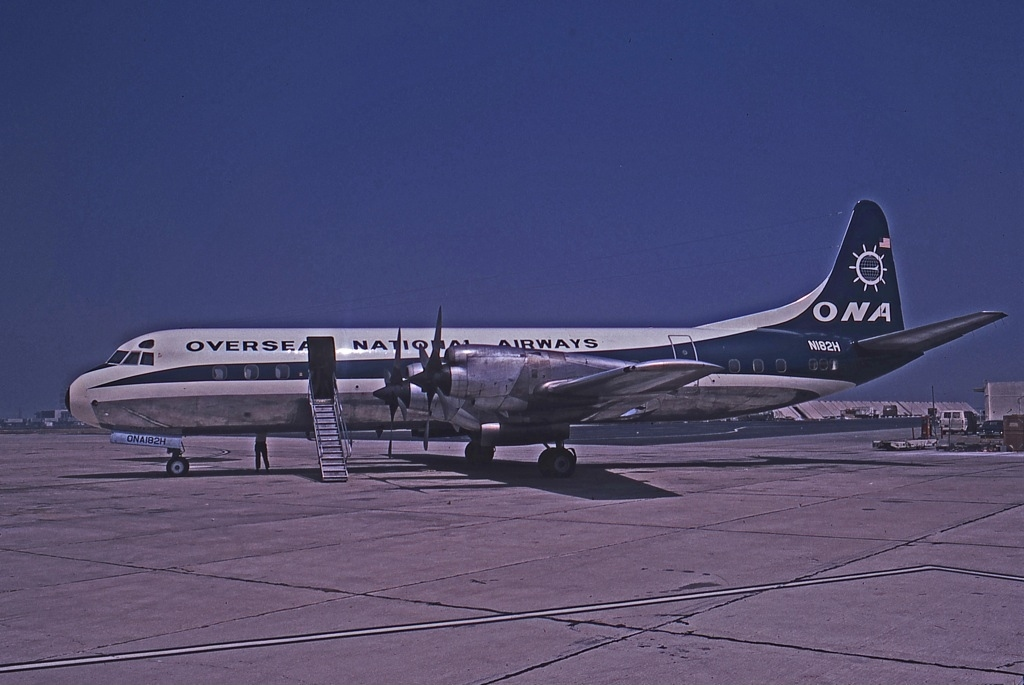
Lockheed L-188C Electra der ONA, 1971

Das US-Verteidigungsministerium kürzte das Gesamtvolumen für militärische Kontraktflüge im September 1961 um zwei Drittel ein. Erschwerend kam hinzu, dass die Transportaufträge nun bevorzugt an solche Charterfluggesellschaften vergeben wurden, die bereits Strahlflugzeuge betrieben. Overseas National Airways, die nur Kolbenmotorflugzeuge besaß, geriet in den frühen 1960er-Jahren in zunehmende wirtschaftliche Schwierigkeiten und musste den Flugbetrieb aufgrund ihrer finanziellen Situation im Jahr 1964 einstellen. Parallel dazu beantragte sie Gläubigerschutz nach dem Chapter 11 des US-Insolvenzrechts.
Anfang 1965 übernahm Steedman Hinckley die Geschäftsleitung und strukturierte das Unternehmen um. Der Geschäftssitz wurde im selben Jahr nach New York verlegt. Mit einer reduzierten Zahl an Douglas DC-7 erfolgte im Oktober 1965 die erneute Betriebsaufnahme. Die ersten Strahlflugzeuge des Typs Douglas DC-8 Jet Trader ergänzten im Folgejahr die Flotte und kamen unter anderen auf militärischen Truppentransporten nach Südvietnam sowie auf zivilen Reisegruppenflügen nach Europa zum Einsatz. Gleichzeitig führte ONA planmäßigen Frachtverkehr für die US-Streitkräfte (Logair) auf Inlandstrecken durch. Hierzu stellte sie ab Anfang 1967 sieben werksneue Douglas DC-9-30CF in Dienst, die auch auf Passagierflügen zum Einsatz kamen. Gebrauchte Turboprop-Frachtmaschinen des Typs Lockheed L-188 Electra wurden ein Jahr später erworben. Das Geschäftsjahr 1968 schloss ONA mit einem Gewinn in Höhe 3,3 Millionen US-Dollar ab, wobei etwa die Hälfte der Einnahmen im zivilen Bereich erwirtschaftet wurde.
Ende der 1960er-Jahre gehörte Overseas National Airways neben Trans International Airlines zu den führenden Charterfluggesellschaften im Transatlantikverkehr. Der zunehmende Konkurrenzkampf auf dem Chartermarkt führte im Geschäftsjahr 1969 zu Verlusten in Höhe von 677.000 US-Dollar, obwohl sich die Einnahmen im Vergleich zum Vorjahr verdoppelt hatten. Steedman Hinckley entschied, das Unternehmen verstärkt touristisch auszurichten und komplette Reiseangebote zu vermarkten. Die Gesellschaft beteiligte sich unter anderem am Bau eines Hotels auf den Bahamas und erwarb 1969 die Reederei Greene Line Steamers Company sowie deren Raddampfer Delta Queen, um Schiffsreisen auf dem Mississippi River anzubieten. Im selben Jahr gab Overseas National Airways den Bau von zwei Passagierschiffen in den Niederlanden in Auftrag, um in Kooperation mit der britischen Reederei Cunard Line ab 1971 Kreuzfahrten in der Karibik und im Mittelmeer durchzuführen. Steedman Hinckley ging davon aus, dass ONA die US-amerikanischen Urlauber mit eigenen Maschinen in die Hafenstädte fliegen dürfte. Ein entsprechender internationaler Zubringerverkehr wurde aber von der US-Luftfahrtbehörde untersagt. ONA gab das Kreuzfahrt-Projekt im Sommer 1970 auf und veräußerte beide Schiffe noch vor ihrer Fertigstellung an Cunard Line.

### 1970er-Jahre

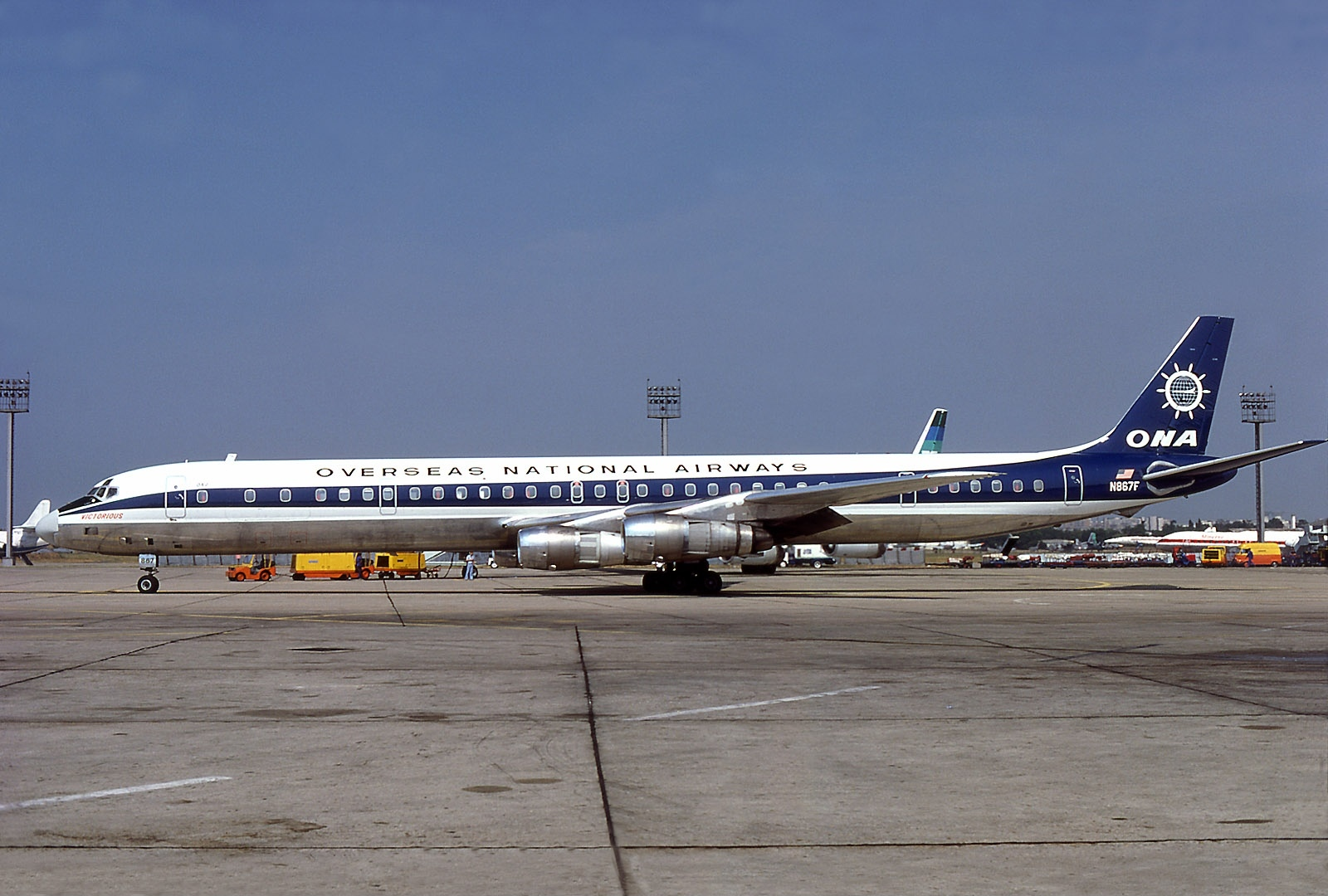
Eine Douglas DC-8-61CF, Paris – Le Bourget 1976

Um die Auslastung der Flugzeuge zu erhöhen wurden ab Anfang der 1970er-Jahre einzelne Maschinen zeitweise im Wet-Lease für andere Fluggesellschaften betrieben, unter anderem für Air Siam, ALM Antillean Airlines und Tunis Air. Die Flotte bestand im Mai 1972 aus fünf Douglas DC-8-63CF, fünf Douglas DC-9-30CF und elf Lockheed L-188 Electra. Zeitgleich beschäftigte das Unternehmen rund 1300 Mitarbeiter. Am 17. April 1973 wurde die erste der drei im Jahr 1969 bestellten McDonnell Douglas DC-10-30CF ausgeliefert. Die Großraumflugzeuge kamen primär im transatlantischen Charterverkehr und daneben für Saudi Arabian Airlines auf Haddsch-Flügen zum Einsatz.
Bis Mitte der 1970er-Jahre reduzierte sich die Anzahl der nationalen Militärflüge kontinuierlich, so dass ONA ihre Douglas DC-9 und Lockheed L-188 schrittweise an andere Gesellschaften veräußerte. Gleichzeitig wurden ab Sommer 1973 gebrauchte Douglas DC-8-21 und DC-8-30 erworben, um mehr zivile Charteraufträge annehmen zu können. Zwei dieser Maschinen erhielten im Sommer 1975 eine Sonderbemalung anlässlich des 200. Staatsjubiläums der USA. Als Ersatz für ihre beiden verunglückten McDonnell Douglas DC-10 (siehe Zwischenfälle) bestellte Overseas National Airways im Frühjahr 1976 zwei weitere Großraumflugzeuge dieses Typs. Bis zu deren Auslieferung wurden übergangsweise zwei Douglas DC-8-63CF von Seaboard World Airlines gemietet. Die Holding Alaska International Industries strebte im Sommer 1976 die Übernahme von Overseas National Airways an, um sie mit der Frachtfluggesellschaft Alaska International Air zu fusionieren. Die Verkaufsverhandlungen scheiterten am Jahresende.
Im Jahr 1977 zeichnete sich die Deregulierung des US-Luftverkehrs ab. Steedman Hinckley ging davon aus, dass sich der Konkurrenzkampf zwischen den Fluggesellschaften künftig verschärfen und in einen ruinösen Wettbewerb übergehen würde. Gemeinsam mit den Anteilseignern der ONA wurde festgelegt, den Flugbetrieb vor Inkrafttreten des Airline Deregulation Act aus wirtschaftlichen Gründen zu beenden und die Maschinen meistbietend zu verkaufen. Bereits im Verlauf des Jahres 1977 wurden alle Douglas DC-8 veräußert, so dass die Flotte im Frühjahr 1978 aus nur noch zwei McDonnell Douglas DC-10 bestand. Beide Maschinen kamen weiterhin im Charterverkehr von Los Angeles und New York nach Europa zum Einsatz. Die letzte der zwei im Jahr 1976 bestellten DC-10 wurde erst am 8. September 1978 an das Unternehmen ausgeliefert und nicht mehr selbst betrieben. Zu diesem Zeitpunkt war die älteste DC-10 bereits an Korean Air Lines verkauft worden.
Overseas National Airways stellte ihren eigenen Flugbetrieb am 14. September 1978 ein, blieb aber als Mantelgesellschaft bestehen. Die beiden verbliebenen DC-10 vermietete ONA an Spantax sowie an das Leasingunternehmen United Air Carriers, welches ein Jahr zuvor von Steedman Hinckley gegründet worden war. Im Dezember 1978 wurden die Flugzeuge an Spantax und Seaboard World Airlines verkauft. Vor Auflösung der ONA erwarb Steedman Hinckley im Februar 1979 deren Air Operator Certificate sowie das Nutzungsrecht für deren Markenauftritt. Er firmierte sein Unternehmen United Air Carriers am 30. Mai 1979 entsprechend um, woraus die zweite Overseas National Airways entstand.

## Flotte

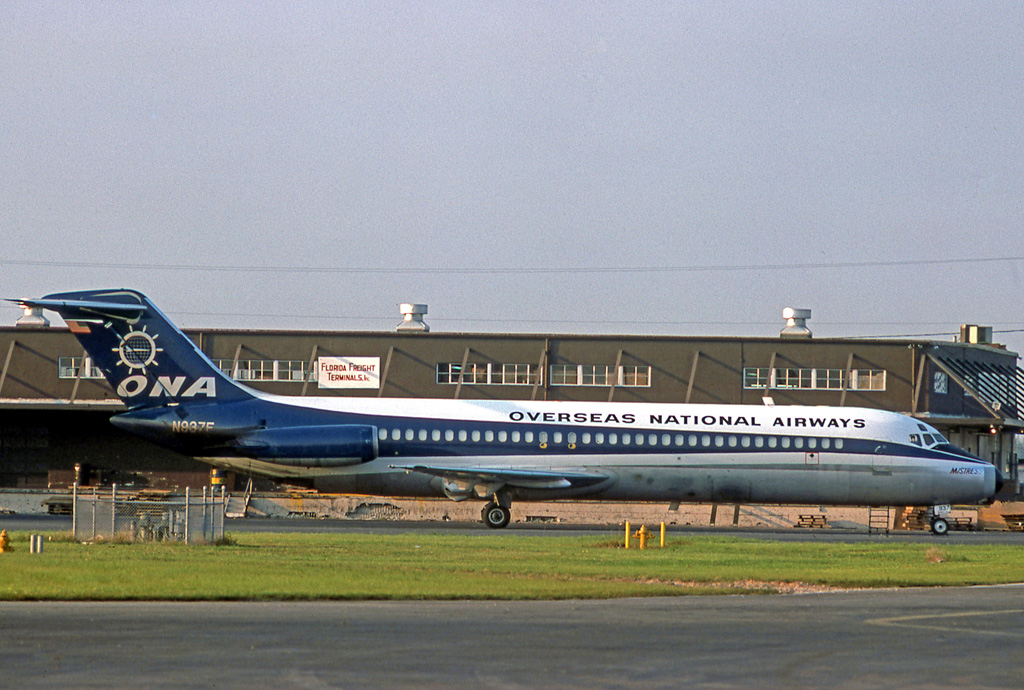
ONA setzte ihre Douglas DC-9-30CF auf Passagier- und Frachtflügen ein

### Flotte bei Betriebseinstellung
Zum Zeitpunkt der Betriebseinstellung bestand die Flotte der Overseas National Airways aus zwei McDonnell Douglas DC-10-30CF.

### Zuvor eingesetzte Flugzeuge
Zuvor betrieb die Gesellschaft folgende Flugzeugtypen:
- Beechcraft Model 18 (1951 geleast von Texas Air Lines)
- Douglas C-54 und DC-4 (betrieben von 1946 bis 1947 durch Calasia Air Transport sowie von 1950 bis 1959 durch ONA)
- Douglas DC-6A und DC-6B (betrieben von 1956 bis 1961)
- Douglas DC-7 und DC-7C (betrieben von 1959 bis 1966)
- Douglas DC-8-21, DC-8-32, DC-8-33, DC-8-54F, DC-8-55F, DC-8-61CF, DC-8-63CF (betrieben von 1966 bis 1977)
- Douglas DC-9-31, DC-9-32F, DC-9-32CF und DC-9-33CF (betrieben von 1967 bis 1976)
- Lockheed L-188A und L-188C (betrieben von 1968 bis 1974)
- McDonnell Douglas DC-10-30CF (betrieben von 1973 bis 1978)

## Zwischenfälle
- Am 17. November 1951 kollidierte eine Douglas DC-4/C-54D-10-DC der Overseas National Airways (ONA) (Luftfahrzeugkennzeichen N79992) in der Nähe des Flughafens Oakland (Kalifornien, USA) mit einer anderen DC-4/C-54B der California Eastern Airways (N4002B). Die Maschine der ONA verlor dabei Teile ihres Leitwerks, stürzte auf eine Landstraße und fing Feuer. Alle 3 Besatzungsmitglieder, die einzigen Insassen auf dem Prüfungsflug, kamen ums Leben; am Boden wurden elf Personen verletzt. Die andere DC-4 konnte beschädigt auf dem Flughafen von San Francisco landen.[34]

- Am 20. Juni 1961 rammte eine Douglas DC-7 (N312A), die auf dem Flughafen Oakland zu einem Hangar geschleppt werden sollte, eine abgestellte Lockheed L-749A Constellation (N5595A) der International Aircraft Services. Dabei wurde das Heck der L-749A komplett abgerissen. Aufgrund der Schadenshöhe mussten beide Flugzeuge als Totalverluste abschrieben werden.[35]

- Am 26. September 1961 ging an einer Douglas DC-7 der Overseas National Airways (ONA) (N317A) im Anflug auf die Naval Station Norfolk (Virginia, USA) der Hydraulikdruck verloren. Etwa 430 Meter nach dem Aufsetzen geriet die Maschine nach links von der Landebahn ab und prallte gegen eine Böschung. Das Flugzeug wurde irreparabel beschädigt. Ein beitragender Faktor waren die mangelhaften Kenntnisse des Kapitäns über die Flugzeugsysteme und die Verfahren bei Hydraulikausfall. Alle fünf Besatzungsmitglieder, die einzigen Insassen auf dem Überführungsflug, überlebten den Unfall.[36]

- Am 2. Mai 1970 mussten die Piloten einer Douglas DC-9 (N935F) etwa 48 Kilometer nordnordöstlich der Karibikinsel Saint Croix wegen Treibstoffmangels notwassern. Die Maschine sollte einen Linienflug für ALM Antillean Airlines von New York nach St. Martin durchführen. Nach drei Fehlanflügen auf den dortigen Princess Juliana International Airport entschloss sich die Besatzung zu spät, nach Saint Thomas auszuweichen. Bei der Notwasserung kamen 23 der 63 Insassen ums Leben  (siehe auch ALM-Flug 980).[37]

- Am 12. November 1975 brannte eine McDonnell Douglas DC-10-30CF der Overseas National Airways (ONA) (N1032F) nach einem Startabbruch auf dem JFK International Airport aus. Während die Maschine auf der Startbahn beschleunigte, wurde das rechte Triebwerk kurz vor dem Abheben durch Vogelschlag schwer beschädigt. Motorteile durchschlugen die rechte Tragfläche, wodurch Feuer ausbrach. Die Besatzung versuchte ein Überrollen des Bahnendes zu verhindern, indem sie das Flugzeug mit hoher Geschwindigkeit in einen Rollweg lenkte. Hierbei brach das Fahrwerk. Die DC-10 sollte nach Saudi-Arabien überführt und dort im Auftrag von Saudi Arabian Airlines betrieben werden. An Bord befanden sich 139 Personen, allesamt Angestellte der ONA. Sie konnten sich nahezu unverletzt in Sicherheit bringen.[38]

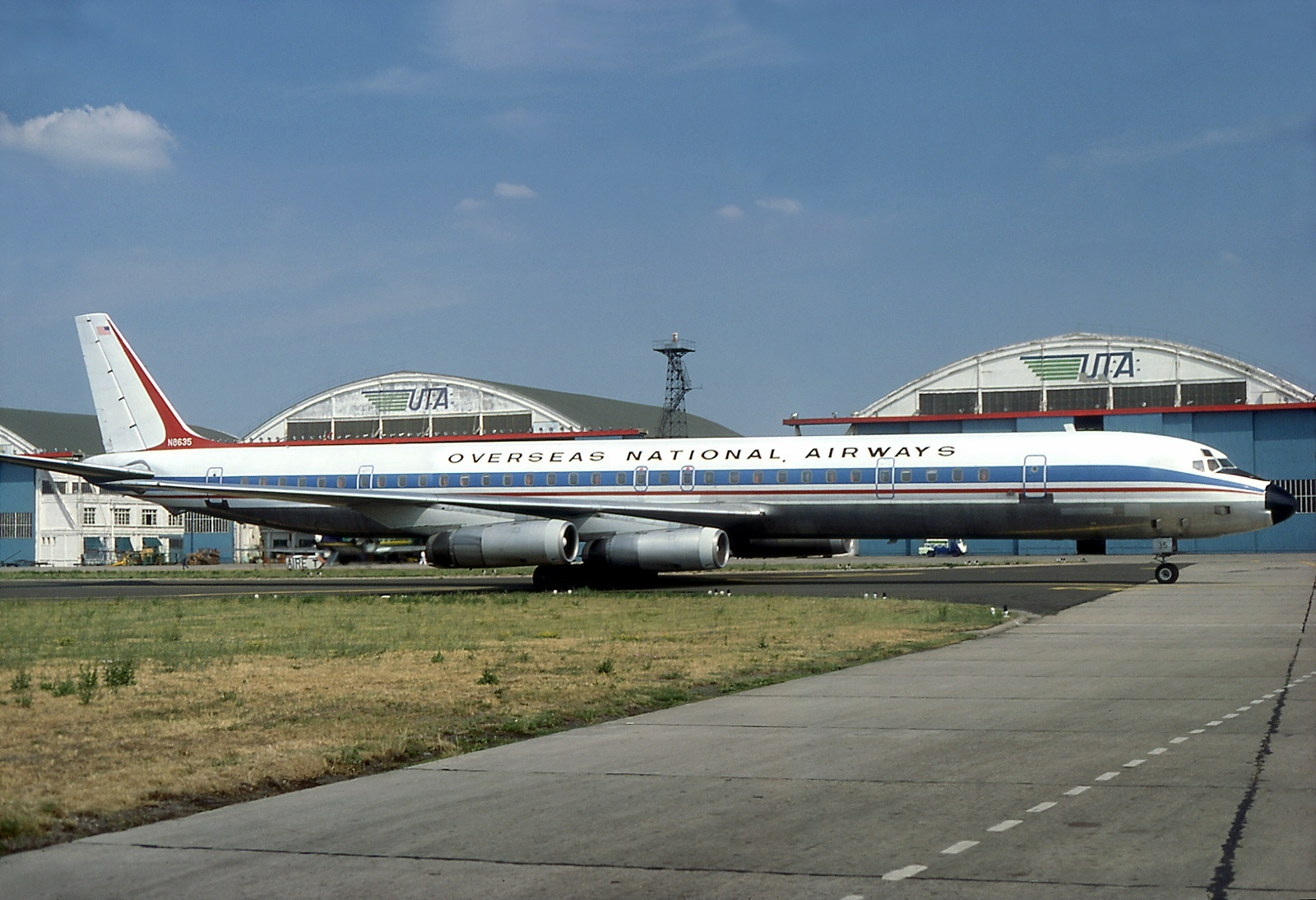
Diese von Seaboard World Airlines geleaste Douglas DC-8-63CF verunglückte 1977 in Niamey. Zuvor war sie an Korean Air Lines vermietet worden, wodurch sie deren Farbgebung trug.

- Am 2. Januar 1976 musste eine zweite McDonnell Douglas DC-10-30CF (N1031F) nach einem Unfall auf dem Flughafen Istanbul-Yeşilköy als Totalverlust abgeschrieben werden. Das Flugzeug, das als Ersatz für die zuvor verunglückte Maschine für Saudi Arabian Airlines zum Einsatz kam, sollte Haddsch-Pilger zurück nach Ankara bringen, musste aber wetterbedingt nach Istanbul ausweichen. Dort führten die Piloten den Anflug zu niedrig durch. Die Maschine schlug kurz vor der Landebahnschwelle auf. An Bord befanden sich 364 Passagiere und 13 Besatzungsmitglieder. Alle Insassen überlebten, lediglich ein Besatzungsmitglied wurde verletzt.[39]

- Am 4. März 1977 schlug eine Douglas DC-8-63CF (N8635) auf einem Frachtflug bei Dunkelheit etwa 800 Meter vor der Landebahn des Flughafens Niamey (Niger) auf. Die Maschine wurde von ONA im Wetlease für die französische UTA betrieben. Bei dem Unfall kamen zwei der vier Besatzungsmitglieder ums Leben (siehe auch Flugunfall einer Douglas DC-8 der Overseas National Airways in Niamey).[40]

## Trivia
- Insgesamt wurden fünf McDonnell Douglas DC-10 an Overseas National Airways ausgeliefert, von denen sie aber nur vier selbst betrieben hat. Alle vier Flugzeuge gingen bei Unfällen verloren. Zwei Maschinen verunglückten während ihrer Einsatzzeit bei ONA, die beiden anderen am 13. September 1982 auf dem Spantax-Flug 995 sowie am 23. Dezember 1983 bei Korean Air Lines.[41] Die fünfte DC-10, die ONA wegen ihrer Betriebseinstellung nicht mehr selbst genutzt, sondern umgehend an United Air Carriers verleast hatte, wurde bis September 2022 von FedEx eingesetzt.[42][43]
- Die Flugbegleiterin Sarah Uzzell-Rindlaub hatte Dienst an Bord beider verunglückter McDonnell Douglas DC-10 der ONA. Sie ist (vermutlich bis heute) das weltweit einzige Besatzungsmitglied, das innerhalb von sechs Wochen zwei schwere Unfälle erlebte, bei denen Großraumflugzeuge als  Totalverluste abgeschrieben werden mussten.[44] Sarah Uzzell-Rindlaub war anschließend als Sicherheitsbeauftragte in der Ausbildung von Flugbegleitern tätig.[45]